# いりなか駅
いりなか駅（いりなかえき）は、愛知県名古屋市昭和区隼人町にある、名古屋市営地下鉄鶴舞線の駅である。駅番号はT14。

## 歴史
- 1977年（昭和52年）3月18日：開業。

## 駅名
駅名は町名変更前の広路町字杁中に因むもので、開業前に付近にあった名古屋市電八事線の停留所名も「杁中」であった。「杁」は尾張地方のみで使われる漢字（国字）であり、当用漢字ではなかったためにひらがな表記とされた。駅周辺のバス停、交差点、支店名などでは杁中の漢字表記が見られる。また、名古屋市営地下鉄では唯一のひらがなのみで表記される駅名である。

## 駅構造
相対式2面2線のホームを持つ地下駅。

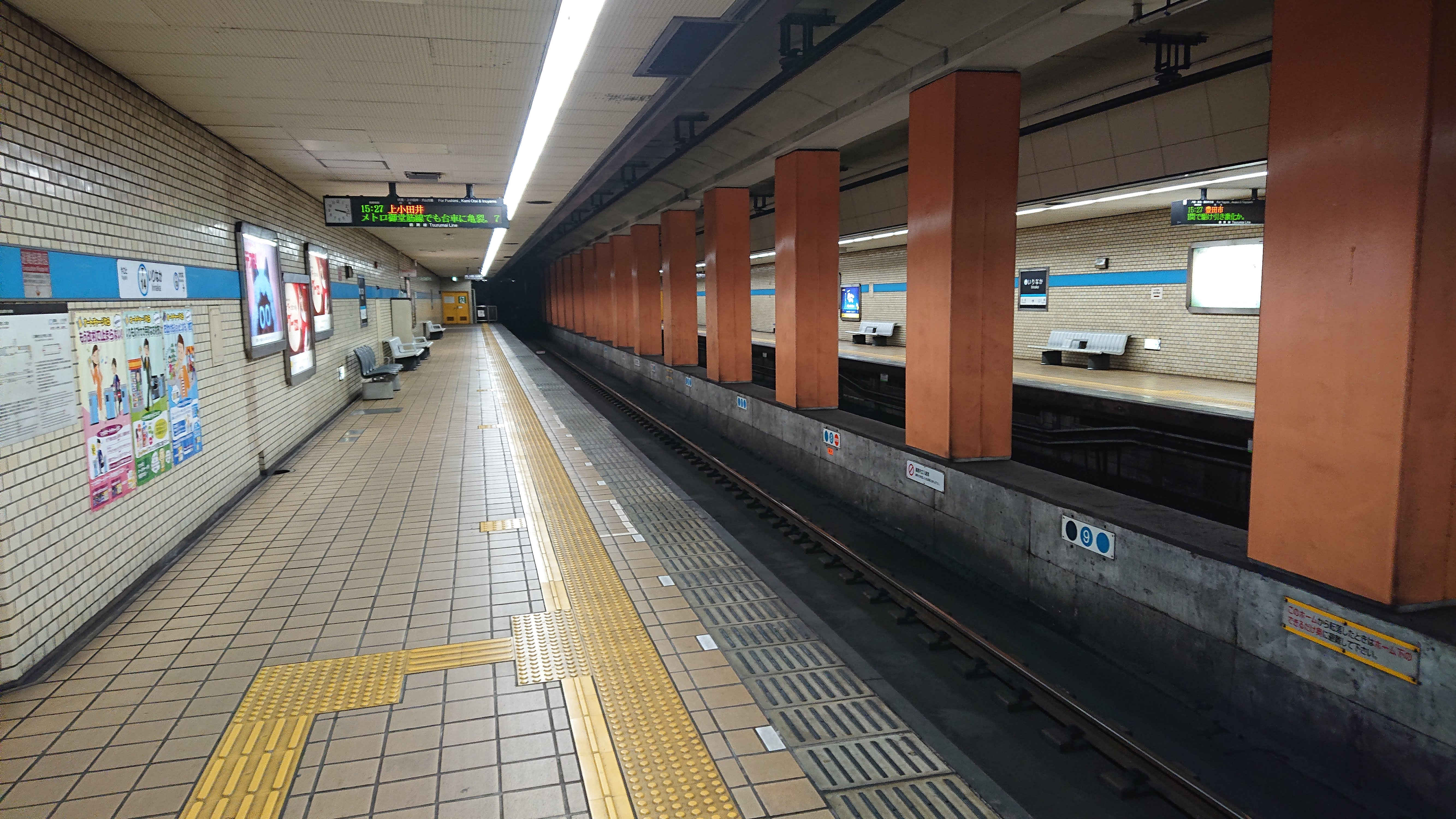
ホーム（2019年8月）

当駅は、鶴舞線駅務区八事管区駅が管轄している。

### のりば
| ホーム | 路線   | 行先                     |
| ------ | ------ | ------------------------ |
| 1      | 鶴舞線 | 八事・赤池・豊田市方面   |
| 2      | 鶴舞線 | 伏見・上小田井・犬山方面 |

## 利用状況
周辺には南山中学校・高等学校や中京大学附属中京高等学校があり、学生の利用者が多い。かつては、南山大学名古屋キャンパスの最寄り駅だったが、2004年までに延伸開業した名城線の八事日赤駅や名古屋大学駅が最寄り駅となったため、同大学学生の利用者は減っている。
名古屋市統計年鑑によると、当駅の一日平均乗車人員は以下の通り推移している。（2000年（平成12年）度以前の乗車人員には福祉対策分が含まれていない。）
- 1987年度 9,620人
- 1988年度 10,450人
- 1989年度 10,065人
- 1990年度 9,313人
- 1991年度 9,925人
- 1992年度 9,726人
- 1993年度 9,787人
- 1994年度 9,547人
- 1995年度 9,610人
- 1996年度 9,767人
- 1997年度 10,048人
- 1998年度 10,473人
- 1999年度 10,313人
- 2000年度 10,609人
- 2001年度 16,321人
- 2002年度 11,812人
- 2003年度 10,790人
- 2004年度 7,757人
- 2005年度 7,299人
- 2006年度 7,424人
- 2007年度 7,381人
- 2008年度 7,559人
- 2009年度 7,461人
- 2010年度 7,898人
- 2011年度 6,802人
- 2012年度 6,909人
- 2013年度 7,164人
- 2014年度 7,095人
- 2015年度 7,141人
- 2016年度 7,145人
- 2017年度 7,224人
- 2018年度 7,268人
- 2019年度 7,102人

## 駅周辺
- 聖霊病院
- 隼人池公園
- 学校法人南山学園
  - 南山大学附属小学校
  - 南山中学校・高等学校
- 中京大学附属中京高等学校
- 愛知県立総合看護専門学校
- 昭和美術館
- 名古屋杁中郵便局
- 三洋堂書店いりなか店
- 山本球場跡地
- 飯田街道（国道153号）

## バス路線
- 名古屋市営バス「杁中」バス停 - 一部の系統はここを終点とするが、回転場は存在しない。
  - 栄18系統：栄 - 妙見町
  - 星丘13系統：杁中 - 星ケ丘
  - 八事12系統：千種駅前 - 島田一ツ山
    - 平日朝夕に杁中 - 島田一ツ山間を運行する便もあり

  - 昭和巡回系統：名古屋大学 - 御器所通
- JR東海バス「杁中」バス停
  - ドリームなごや号：新木場駅・東京駅 - 名古屋駅
    - 一部便のみ経由

## 隣の駅
名古屋市営地下鉄
 鶴舞線
川名駅 (T13) - いりなか駅 (T14) - 八事駅 (T15)